# Raingods with Zippos
Raingods with Zippos è il sesto album in studio del cantante britannico Fish, pubblicato nel 1999 dalla Roadrunner Records.

## Tracce
1. Tumbledown - 5:52 - (Dick/Simmonds)
2. Mission Statement - 4:00 - (Dick/Astley/Thorn)
3. Incomplete - 3:44 - (Dick/Antwi/Millet)
4. Tilted Cross - 4:19 - (Dick/Jackson/Johnson)
5. Faith Healer - 5:01 - (Harvey/McKenna)
6. Rites of Passage - 7:42 - (Dick/Simmonds)
7. Plague of Ghosts - Part I: Old Haunts - 3:13 - (Dick/Turrell/Daghorn)
8. Plague of Ghosts - Part II: Digging Deep - 6:49 - (Dick/Turrell/Daghorn)
9. Plague of Ghosts - Part III: Chocolate Frogs - 4:04 - (Dick/Turrell/Daghorn)
10. Plague of Ghosts - Part IV: Waving at Stars - 3:12 - (Dick/Turrell/Daghorn)
11. Plague of Ghosts - Part V: Raingod's Dancing - 4:16 - (Dick/Turrell/Daghorn)
12. Plague of Ghosts - Part VI: Wake-Up Call (Make it Happen) - 3:32 - (Dick/Turrell/Daghorn)

## Formazione
- Fish - voce

Altri musicisti
- Steven Wilson - chitarra
- Bruce Watson - chitarra, mandolino
- Robin Boult - chitarra
- Til Paulman - chitarra
- Phil Grieve - chitarra
- Steve Vantsis - basso
- Tony Turrell - tastiera, pianoforte, organo, armonium, sintetizzatore, programmazione, arrangiamenti
- Mickey Simmonds - tastiera, pianoforte, programmazione
- Dave Stewart - batteria, percussioni
- Davey Crichton - violino, fiddle, arrangiamenti
- Dave Haswell - percussioni
- Elizabeth Antwi - voce, cori
- Nicola King - cori
- Tony King - cori
- Mo Warden - parlato
- Mark Daghorn - programmazione
- Elliot Ness - arrangiamenti